# アクリルアミド
アクリルアミド (acrylamide) はアクリル酸を母体とするアミドの一種である。英語の発音からアクリルアマイドと呼ばれることもある。
示性式は CH2=CHCONH2、分子量 71.08、CAS登録番号は [79-06-1]。発がん性の可能性が指摘されている（後述）。

## 概要

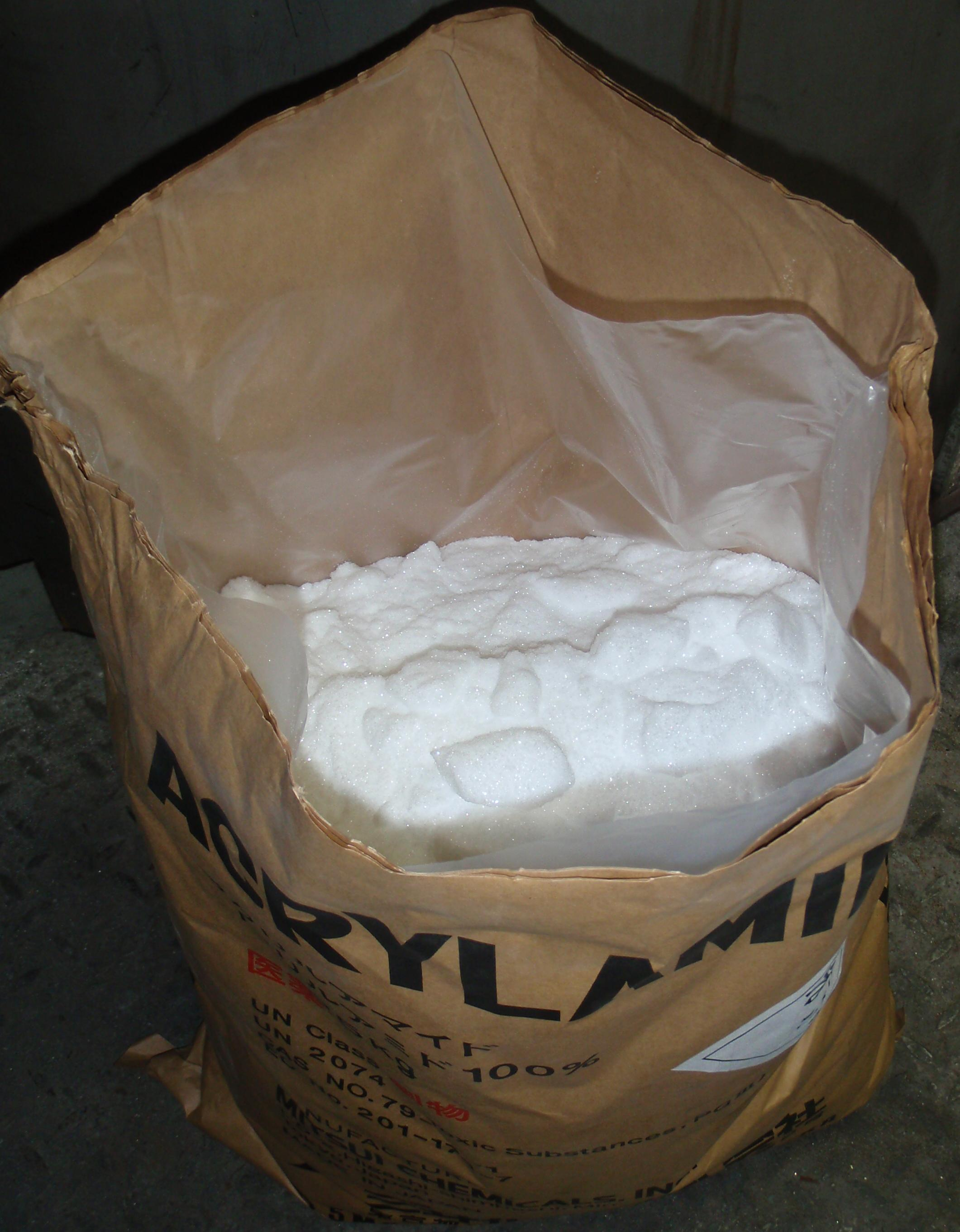
アクリルアミドの粉末

融点は 84.5℃、常温では無臭白色結晶で、水、アルコール等に可溶である。熱や光に不安定であり、重合しやすいため、市販の試薬や工業薬品には安定剤（重合禁止剤）としてヒドロキノンやBHTなどが添加される。
アクリルアミドは毒物及び劇物取締法上の劇物に指定されており、神経毒性・肝毒性を有し、皮膚からも吸収されるため、取扱いには注意を必要とする。PRTR法の第一種指定物質となっている。
トンネル工事の水漏れ防止や土砂採取のための凝集剤として工業用に使われる化学物質として知られる。また、スウェーデン政府が、ジャガイモのスナック菓子などの食品から高濃度で検出されたと公表した。
日本では農林水産省などの調査で、ポテトチップス、フライドポテトなどジャガイモを使った菓子のほか、クラッカー、クッキー、いりごま、かりんとう、コーヒー、ほうじ茶、コロッケ、ギョーザなど多くの食品に含まれていることが判明した。食品に含まれるアミノ酸の一種のアスパラギンと果糖・ブドウ糖などが120度以上の高温調理で化学反応を起こして生成される。労働安全衛生法によって特定第2類物質に指定されており、純品及び0.1%以上を含有する混合物には、含有量や危険性を表示し、MSDSなどに危険性や対応方法を告知することが義務づけられている。

## 製造
アクリルアミドは、アクリロニトリル (CH2=CHCN) の加水分解により工業的に合成されている。銅触媒、酸触媒を利用した製造法が実用化されている。
現在は、アクリロニトリルを微生物が出す酵素で水和する、バイオ法での製造が効率の点で優れるため、主流となっている。バイオ法による製造は、1973年にフランスのガルズィー(P. Galzy)らがブレビバクテリウム（Brevibacterium）が産生するニトリルヒドラーゼ(Nitrile hydratase)によって、アクリロニトリルを水和しアクリルアミドを生成することを発見したことに始まる。1985年には日本の日東化学工業株式会社（のちの三菱レイヨン、2017年より三菱ケミカル）がロドコッカス属（Rhodococcus）の細菌を用いて世界初の実用化装置を稼働させた。現在、ロドコッカス属を使う方法が主流であるが、他にもシュードモナス・クロロラフィス(Pseudomonas chlororaphis)を用いる方法なども使われたことがある。

## 用途
ポリアクリルアミドの製造原料、染料、合成樹脂、架橋剤の合成原料など。工業的には水分をほとんど含まない結晶粉末か、50%までの水溶液として流通している。水溶性ポリマーの原料、高分子凝集剤としても使用されている。

## アクリルアミドポリマー(ポリアクリルアミド)
アクリルアミドは、溶融すると激しく重合反応を起こし、高分子化合物であるポリアクリルアミド (polyacrylamide) となる。ポリアクリルアミドは水溶性合成樹脂の一種として、主に原油の三次回収助剤、廃水処理用の凝集剤、製紙用の乾燥紙力増強剤、濾水剤として用いられる他、繊維助剤、洗濯糊、接着剤（合成糊）、塗料などにも広く用いられる。
ゲル化させた素材が豊胸手術などの形成外科、美容外科でも用いられる。
また、水溶液中で重合させたポリアクリルアミドゲルは電気泳動 (PAGE) 等に用いられる。

### アクリルアミドポリマーによる公害
アクリルアミドポリマーは高分子凝集剤として用いられる。これが放置された結果、分解生成物であるアクリルアミドモノマー、すなわちアクリルアミドが河川などに流出し公害を引き起こしている。

## 食品に含まれるアクリルアミド

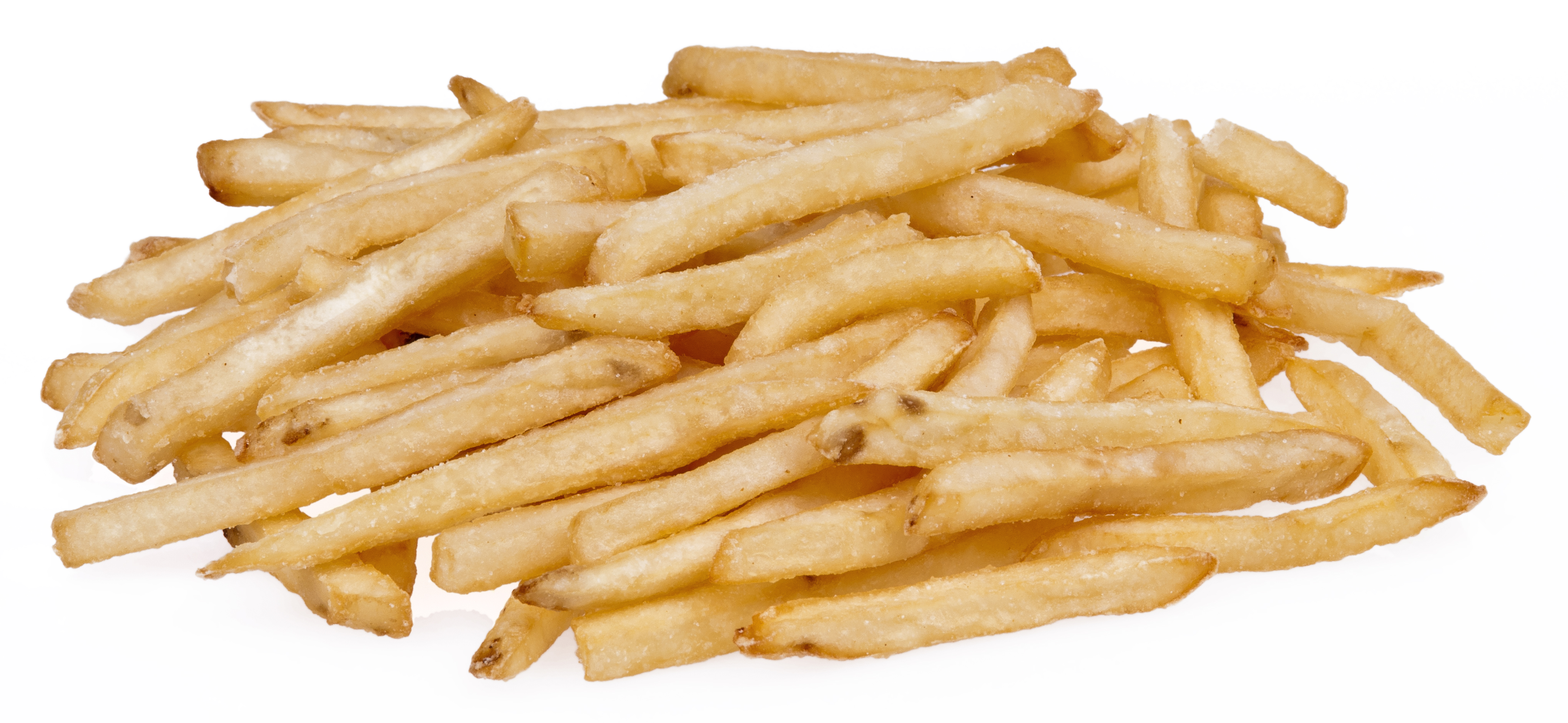
フライドポテト

### 発見の経緯

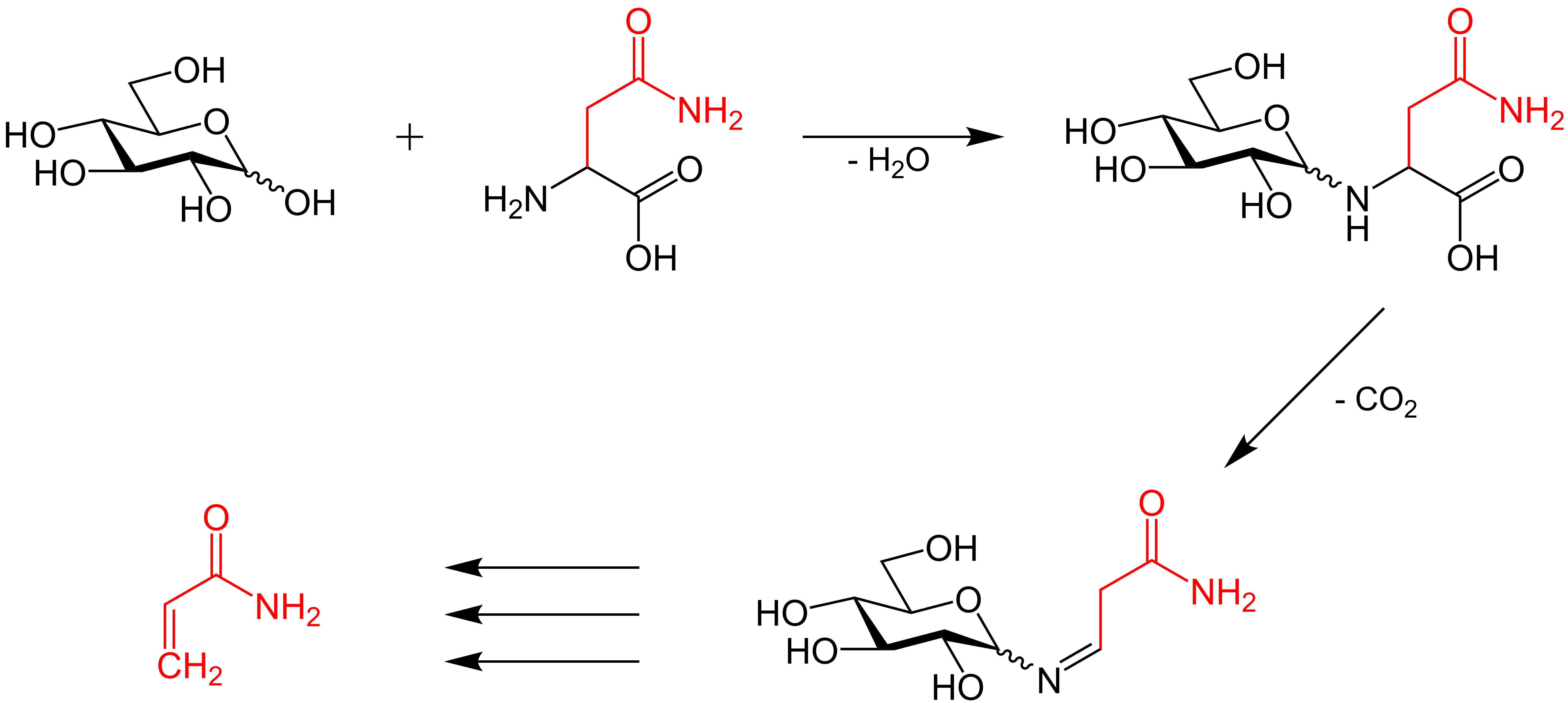
メイラード反応

2002年にスウェーデン政府がイモ類を高温で焼いた、あるいは揚げた食品中にアクリルアミドが含有されていることを発表した。その後の研究で量の多少はあるが焼いたり揚げたりした食品にはアクリルアミドが含有されていることが明らかとなった。このアクリルアミドはアスパラギンと糖類のメイラード反応（下図）によって生成していると推定されている。現在この食品中のアクリルアミドのリスク評価が国際的に進められている。

### その他の研究
- WHOの下部組織IARCはアクリルアミドをグループ2Aに分類し[4]、動物への発がん性はあるが人間に対する発がん性物質であることは、まだ、疫学的に証明されていないとしている（IARC発がん性リスク一覧参照）。

- 2005年には、FAOとWHOからなる合同委員会が「食品中のアクリルアミドは健康に害を与える恐れがあり、含有量を減らすべき」という勧告を発した。

- 2007年、オランダのマーストリヒト大学のジャネケ・ホゲルボルスト （Janneke G. Hogervorst） 氏らが「アクリルアミドの摂取は特に非喫煙者の女性において子宮内膜がんと卵巣がんの危険性を高める」という疫学調査結果を Cancer Epidemiology Biomarkers & Prevention 誌 11 月号に発表した（マーストリヒト大学プレスリリース）。

- 2008年、オランダのマーストリヒト大学の研究チームが「アクリルアミドの摂りすぎは腎臓がんのリスクを高める」という研究を American Journal of Clinical Nutrition 誌5月号に発表した。

- 2014年10月、日本の内閣府食品安全委員会化学物質・汚染物質専門調査会は、アクリルアミドのリスク評価について、国内外の動物実験の結果から、「遺伝毒性をもつ発がん物質」とする評価案を示した[5]。

- 食品中にアクリルアミドができる主な原因は、原材料に含まれているある特定のアミノ酸（タンパク質）と糖類（炭水化物）が、揚げる、焼く、焙るなどの高温での加熱（120℃以上）により化学反応を起こすためと考えられている[1]。
- カルビーではアクリルアミドの生成を妨げる添加物の研究を行っている[1]。
- アメリカがん協会は、アクリルアミドが発がん性物質である可能性が高いことを実験室での研究が示しているとする一方、2019年現在、疫学研究によれば、食品中のアクリルアミドが一般的な種類の癌を発症するリスクを高める可能性は低いとしている[6]。
- Cancer Research UK（w:Cancer_Research_UK　英国の独立系がん研究慈善団体。旧名：王立がん研究基金）は、そのウェブサイトで「がんに関する誤った通説」と題する項目を設けたうえで、食品に含まれる程度のアクリルアミドの摂取が発がん性を高めることはないとしている[7]。

### アクリルアミドを含む可能性のあるもの
同じ製品でも使用原料や加工条件の違いなどにより、アクリルアミドの含有量には大きな個体差があり、含有量を的確に表現できないとされる。また以下の食品に含まれる油分などの過剰摂取の方が高リスクかつ発がんとの関係がはっきりしているうえ、伝統的に摂取され続けてきた食品も多く、どの程度人体への悪影響があるのかも不明な点が多い。
・食品中のアクリルアミド分析結果（厚生労働省ホームページ）にある食品（一部）
- ポテトチップ
- フライドポテト
- 食パンの耳
- 揚げ物
- ほうじ茶
- 麦茶
- 中国茶
- ココア
- コーヒー
- かりんとう
- アーモンド
- ビスケット、クッキー
- クラッカー
- 芋けんぴ
- きな粉
- カレー粉
- インスタントラーメン
- トースト

### 食品含有量の基準
食品中のアクリルアミド濃度の基準値は、EUから定められ始め、ほとんどの国は評価中とし、まだ「規制基準」を設定していない。
カルビーではカルビーポテトチップスを製造する際に、アスパラギンや還元糖を減らす、120度以上になる時間を短くするなどの対策を自主的に行っている。

### EU
2003年末から2007年初頭まで、欧州委員会は「加熱後の食品毒物分析」（The Heat-generated Food Toxicants Project， HEATOX）プロジェクト研究を実施した。
2013年11月、EUは「2013/647/EU」(食品にアクリルアミドを含む参考値)を発表した。
欧州食品安全機関によれば、アクリルアミドの主な毒性リスクは「神経毒性、雄性生殖への悪影響、発生毒性、発がん性」であるが、その調査によれば、非腫瘍性作用については懸念されていない。さらに、ラットやマウスにおけるアクリルアミドの摂取と発がんとの関係は示されているが、アクリルアミドの摂取がヒトの発がんリスクに影響を及ぼすかどうかはまだ不明であり、ヒトを対象とした既存の疫学研究は非常に限られており、ヒトにおけるアクリルアミドと発がんとの関係は示されていない。 平均レベルの2倍のアクリルアミドに暴露された食品産業労働者は、高い発がん率を示さない。

### アメリカ
2002年以来、米国FDAは様々な食品製品のアクリルアミド含有量を複数回分析している。
緊急計画及び地域の知る権利に関する法律（42 U.S.C. 11002）の第302条極めて危険有害な物質の一覧で定義され、相当量のアクリルアミドを製造、貯蔵、または使用する施設では厳格な報告義務が課されている。また、米国政府機関によって潜在的職業発がん性物質とみなされ、IARCによってグループ2A発がん性物質に分類されている。米国労働安全衛生局と米国国立労働安全衛生研究所は、8時間労働における経皮職業暴露限界を0.03 mg/m3に設定している。